# ポール・シュメトフ
ポール・シュメトフ（Paul Chemetov, 1928年9月6日 - 2024年6月16日）は、フランス・パリ出身の建築家・都市計画家。

## 経歴
1959年にエコール・デ・ボザールで学位を取得。1989年までエコール・デ・ポン・ゼ・ショセ、ついでローザンヌのエコール・ポリテクニーク・フェデラルで教える。
1961年、ジャック・アレグレによってその前年に創立されたAUA（Atelier d'Urbanisme et d'Architecture，1986年解散）に加入。1998年にボルハ・ウイドブロと共同でアトリエC+H+を創設。
2024年6月16日にパリの自宅で死去。95歳没。

## 主要作品
- 1981-1988　フランス財務省ビル（ボルハ・ユイドブロが協力）
- 1982-1985　駐ニューデリーフランス大使館（ボルハ・ユイドブロが協力）、インド
- 1985　レ・アルの第二期および庭園の整備
- 1989-1994　パリ自然史博物館の進化の大ギャラリーの全面改修（ボルハ・ユイドブロが協力）
- 1992　ボビニー発サン-ドニ行市電路線沿道の整備
- 1994　ビブリオテーク-メディアテーク（ボルハ・ユイドブロが協力）、エヴルー
- 1999　緑の子午線（フランス語版、英語版）の「実現」のための2000年プロジェクト（1799年に計測されたパリ子午線の想像上の子午線弧を辿る）。ダンケルクからバルセロナまでの一万本の植樹。
- 1999 ボビニーにおける技術大学施設のための「イリュストラシオン」塔の改修（ボルハ・ユイドブロが協力）
- 2000　モンペリエ市立図書館（ボルハ・ユイドブロが協力）

## 受賞
- 国民建築大賞 (1980)

## 受勲
- Officier de l'Ordre de la Légion d'Honneur
- Officier de l'Ordre des Arts et des Lettres
- Officier de l'Ordre National du Mérite

## 文献
- 1983, Cinq projets, 1979-1982, avec Borja Huidobro, Paris
- 1985, Paul Chemetov, Construire aujourd'huiParis
- 1989, Paris banlieue, 1919-1939, avec B. Marrey et M.J Dumont, Paris
- 1992, La fabrique des villes, Paris
- 1995, Le territoire de l'architecte, Paris
- 1996, Mille mots pour la ville, Paris
- 2002, Un architecte dans le siècle, Paris
- 2003, Mecano-factures, avec B. Dorny, Paris

## 親族
ポール・シュメトフは、建築家＝景観計画家・ペイザジスト、アレクサンドル・シュメトフ（2000年都市計画大賞）の実父である。